# Kaffeehaus am Emmasee
Das Kaffeehaus am Emmasee in Bremen–Schwachhausen, Ortsteil Bürgerpark, steht unter Denkmalschutz. Der Neubau gehört zu den bedeutenden Bremer Bauwerken. Das Gebäude wurde 1984 als Bremer Kulturdenkmal unter Denkmalschutz gestellt.

## Geschichte
Heinrich Müller entwarf 1867 das erste Kaffeehaus  am Emmasee als leichten, flachen Holzbau, der Zelt genannt wurde. Das beliebte Café wurde 1874 erweitert. 1897 entstand im Tiroler Stil ein soliderer Neubau an gleicher Stelle mit einem hohen Schmuckturm (Abriss 1918) auf der Deckenkonstruktion des Sommersaals. 1909 erhielt das Haus den Musikpavillon, benannt nach dem Stifter Bankier Wätjen. Das Kaffeehaus, damals noch im Gegensatz zum heutigen Bau am Südufer des Emmasees gelegen, wurde im Zweiten Weltkrieg zerstört.
Der Bürgerparkverein beabsichtigte seit 1951 den Wiederaufbau des Cafés im Stile eines Fachwerk-Hallenhauses. Erst 1960 konnte die Finanzierung aus Mitteln der Bürgerparktombola sichergestellt werden. Das neue ein- bis zweigeschossige Kaffeehaus am Emmasee, ein kubischer Bau mit drei quadratischen 8 m × 8 m großen Pavillons, deren Decken jeweils durch eine mittige Pilzstütze getragen werden, wurde von 1963 bis 1964 nach Plänen der Bremer Architekten Hans Budde und Carsten Schröck in den Emmasee im Bürgerpark in der Nähe der Tiergehege gebaut. Wasser von innen wie von außen wird transparent erlebbar, indem das Haus über dem See zu schweben scheint. Das Gebäude wurde mit dem BDA-Preis 1974 ausgezeichnet mit u. a. der Begründung der Jury: „Durch die behutsame, rücksichtsvolle Einfügung des Kaffeehauses in die reizvolle Landschaft des Bürgerparkes, unter Ausnutzung des Ufergeländes des Emmasees, ist eine Freizeitstätte von hoher gestalterischer Qualität ... entstanden“. Der Ausbau des Obergeschosses erfolgte 1969.
Durch spätere Umgestaltungen hat das Haus etwas an gestalterischer Qualität verloren.
Nach einem Umbau im Jahr 2010 wurde das Kaffeehaus am Emmasee als „emma am see“ wiedereröffnet. Das Gebäude ist benannt nach der Gräfin Emma von Lesum (um 975/980–1038), die einer Legende nach 1032 der Stadt Bremen eine Weide stiftete, nämlich die heutige Bürgerweide.